# ルーシー・ボイントン
ルーシー・ボイントン（英: Lucy Boynton, 1994年1月17日 - ）は、イギリスの女優。ルーシー・ボーイントンとも表記される。

## 生い立ちと私生活
ニューヨークで生まれ、ロンドンで育つ。ブラックヒース・ハイスクール (Blackheath High School) に通った後、ジェームズ・アレン・ガールズ・スクール (James Allen's Girls' School) に進んだ。父のグレアム・ボイントンはデイリー・テレグラフなどを発行するイギリスの新聞社テレグラフ・メディア・グループの編集者で、母エイドリアン・ピールー（英: Adriaane Pielou）は紀行作家である。エマ・ルイーズ・ボイントン（英: Emma Louise Boynton）という姉が1人いる。
2017年の映画『オリエント急行殺人事件』撮影後はジョニー・デップとの交際が噂されたこともあったが、真偽は不明であった。その後2018年の映画『ボヘミアン・ラプソディ』で恋人役を演じたラミ・マレックとの交際が報じられている。マレックは第30回パームスプリングス国際映画祭（2019年）でボイントンとの交際を公に認めた。ふたりは5年間交際していたが2023年夏に破局した。

## キャリア
2006年に公開された映画『ミス・ポター』（主演：レネー・ゼルウィガー）で、少女時代のビアトリクス・ポターを演じてデビューした。この時ボイントンは、撮影初日について「人生で1番素敵な日」（英: "That was and always will be the best day of my life. "）と述べている。翌2007年にはこの作品で第28回ヤング・アーティスト・アワード映画部門最優秀助演女優賞 (en) にノミネートされた。
2007年には、BBCのテレビ映画『バレエ・シューズ』では、主要人物の1人ポージー・フォッシル役を演じ、エマ・ワトソンと共演した。ダンスシーンでは、ボイントンの代わりにボディダブルがバレエを踊った。2008年にBBCで放送されたシリーズ『分別と多感』では、マーガレット・ダッシュウッドを演じた。この作品はジェーン・オースティンの同名小説を映像化したものである。
2010年にチャンネル4で放映されたテレビ映画『モー・モーラム 〜不可能を可能にした女〜』では、モー・モーラムの継娘を演じ、ジュリー・ウォルターズやデイヴィッド・ヘイグと共演した。2011年にはテレビシリーズ『オックスフォードミステリー ルイス警部』にゲスト出演した。
2016年公開の映画『シング・ストリート 未来へのうた』で、ミステリアスなヒロインのラフィーナ役を演じた。
2018年公開の映画『ボヘミアン・ラプソディ』では、フレディ・マーキュリーの元婚約者で、生涯を通じた友人となったメアリー・オースティン役を演じた。
ファッションにも定評があり、所謂おしゃれセレブとしても知られる。

## 主な出演作品

### 映画
| 年   | 題名                                                                   | 役名                             | 備考                                       | 吹き替え           |
| ---- | ---------------------------------------------------------------------- | -------------------------------- | ------------------------------------------ | ------------------ |
| 2006 | ミス・ポター Miss Potter                                               | ビアトリクス・ポター（少女時代） |                                            |                    |
| 2012 | 400 Boys (en)                                                          | ハイジ                           |                                            | N/A                |
| 2013 | Copperhead (en)                                                        | エスター・ハガドーン             |                                            | N/A                |
| 2013 | Hymn to Pan                                                            | ホリデー                         | 短編映画                                   | N/A                |
| 2015 | フェブラリィ -悪霊館- The Blackcoat's Daughter (en)                    | ローズ                           | 旧題："February"                           | （吹き替え版なし） |
| 2016 | Lock In                                                                | ルーシー                         | 短編映画                                   | N/A                |
| 2016 | シング・ストリート 未来へのうた Sing Street                            | ラフィーナ                       |                                            | 近藤唯             |
| 2016 | 呪われし家に咲く一輪の花 I Am the Pretty Thing That Lives in the House | ポリー・パーソンズ               | Netflixオリジナル映画                      | 近藤唯             |
| 2016 | Don't Knock Twice                                                      | クロエ                           |                                            | N/A                |
| 2017 | ライ麦畑の反逆児 ひとりぼっちのサリンジャー Rebel in the Rye           | クレア・ダグラス                 |                                            | 髙瀨友             |
| 2017 | Let Me Go                                                              | エミリー                         |                                            | N/A                |
| 2017 | オリエント急行殺人事件 Murder on the Orient Express                    | アンドレニ伯爵夫人               | アガサ・クリスティーによる同名小説の映画化 | 清水理沙           |
| 2018 | ボヘミアン・ラプソディ Bohemian Rhapsody                               | メアリー・オースティン           |                                            | 川庄美雪           |
| 2018 | アポストル 復讐の掟 Apostle                                            | アンドレア・ハウ                 | Netflixオリジナル映画                      | 清水理沙           |
| 2021 | ロックダウン Locked Down                                               | シャーロット                     |                                            |                    |
| 2022 | ほの蒼き瞳 The Pale Blue Eye                                           | リア・マルキス                   |                                            | 米本早希           |
| 2022 | シュヴァリエ Chevalier                                                 | マリー・アントワネット           |                                            |                    |
| 2023 | バービー Barbie                                                        | プルースト・バービー             | カメオ出演                                 | N/A                |
| 2024 | グレイテスト・ヒッツ The Greatest Hits                                 | ハリエット・ギボンズ             | Disney+オリジナル映画                      | （吹き替え版なし） |

### テレビ
| 年         | 題名                                                           | 役名                                                                | 備考                                                                              | 吹き替え           |
| ---------- | -------------------------------------------------------------- | ------------------------------------------------------------------- | --------------------------------------------------------------------------------- | ------------------ |
| 2007       | バレエ・シューズ Ballet Shoes                                  | ポージー・フォッシル                                                | テレビ映画                                                                        | 米澤円             |
| 2008       | 分別と多感 Sense and Sensibility                               | マーガレット・ダッシュウッド                                        | ミニシリーズ（3話）                                                               |                    |
| 2010       | モー・モーラム 〜不可能を可能にした女〜 Mo                     | ヘンリエッタ・ノートン                                              | テレビ映画                                                                        |                    |
| 2011       | オックスフォードミステリー ルイス警部 Lewis                    | ゾーイ・サスキン                                                    | 第5シーズン第4話「誰がメアリーを殺した？」                                        | （吹き替え版なし） |
| 2011, 2014 | ボルジア 欲望の系譜 Borgia                                     | シスター・ルシア                                                    | 計2話出演                                                                         |                    |
| 2014       | 刑事モース〜オックスフォード事件簿〜 Endeavour                 | ペトラ・ブリアーズ                                                  | 第2シーズン第2話「亡霊の夜想曲 / 鏡の国の少女」                                   |                    |
| 2014       | LAW & ORDER:UK Law & Order: UK                                 | ジョージア・ハットン                                                | 第5シーズン第6話 "Bad Romance"                                                    | N/A                |
| 2015       | Life in Squares (en)                                           | アンジェリカ・ガーネット                                            | ミニシリーズ                                                                      | N/A                |
| 2017       | ジプシー Gypsy (en)                                            | アリソン Allison                                                    | Netflixで配信                                                                     | 宮城真理           |
| 2019-      | ザ・ポリティシャン The Politician                              | アストリッド・スローン                                              | Netflixで配信                                                                     | 北原沙弥香         |
| 2021       | モダン・ラブ Modern Love                                       | ポーラ                                                              | Amazonオリジナルアンソロジードラマ 第2シーズン第3話「（ダブリンの）見知らぬ乗客」 | 種市桃子           |
| 2022       | ハリー・パーマー 国際諜報局 The Ipcress File                   | ジーン・コートニー                                                  | スターチャンネルで放送                                                            | 長尾明希           |
| 2022       | なぜ、エヴァンズに頼まなかったのか? Why Didn't They Ask Evans? | レディ・フランシス・"フランキー"・ダーウェント Lady Frankie Derwent | NHK BS・総合で放送                                                                | 川庄美雪           |